# Experimental Cell Research
Experimental Cell Research is een internationaal, aan collegiale toetsing onderworpen wetenschappelijk tijdschrift op het gebied van de celbiologie en de oncologie. De naam wordt in literatuurverwijzingen meestal afgekort tot Exp. Cell Res. Het wordt uitgegeven door Academic Press namens de International Society for Cell Biology en verschijnt 20 keer per jaar. Het eerste nummer verscheen in 1950.